# Monarquia absoluta
Monarquia absoluta ou absolutista, que se opõe à monarquia tradicional e à monarquia constitucional, é, segundo a definição clássica, a forma de governo monárquico ou monarquia na qual o monarca ou rei exerce o poder absoluto, isto é, independente e superior ao poder de outras organização do Estado. O monarca está acima de todos os outros poderes e concentra em si os três poderes do constitucionalismo moderno - legislativo, executivo e judiciário.
Algumas monarquias têm legislaturas fracas ou simbólicas e outros órgãos governamentais que o monarca pode alterar ou dissolver à vontade. Países onde o monarca mantém poder absoluto são Brunei, Catar, Omã, Arábia Saudita, Essuatíni, Emirados Árabes Unidos (dentro da esfera de poder regional) e a Cidade do Vaticano (o Papa, no entanto, é eleito). 

## História

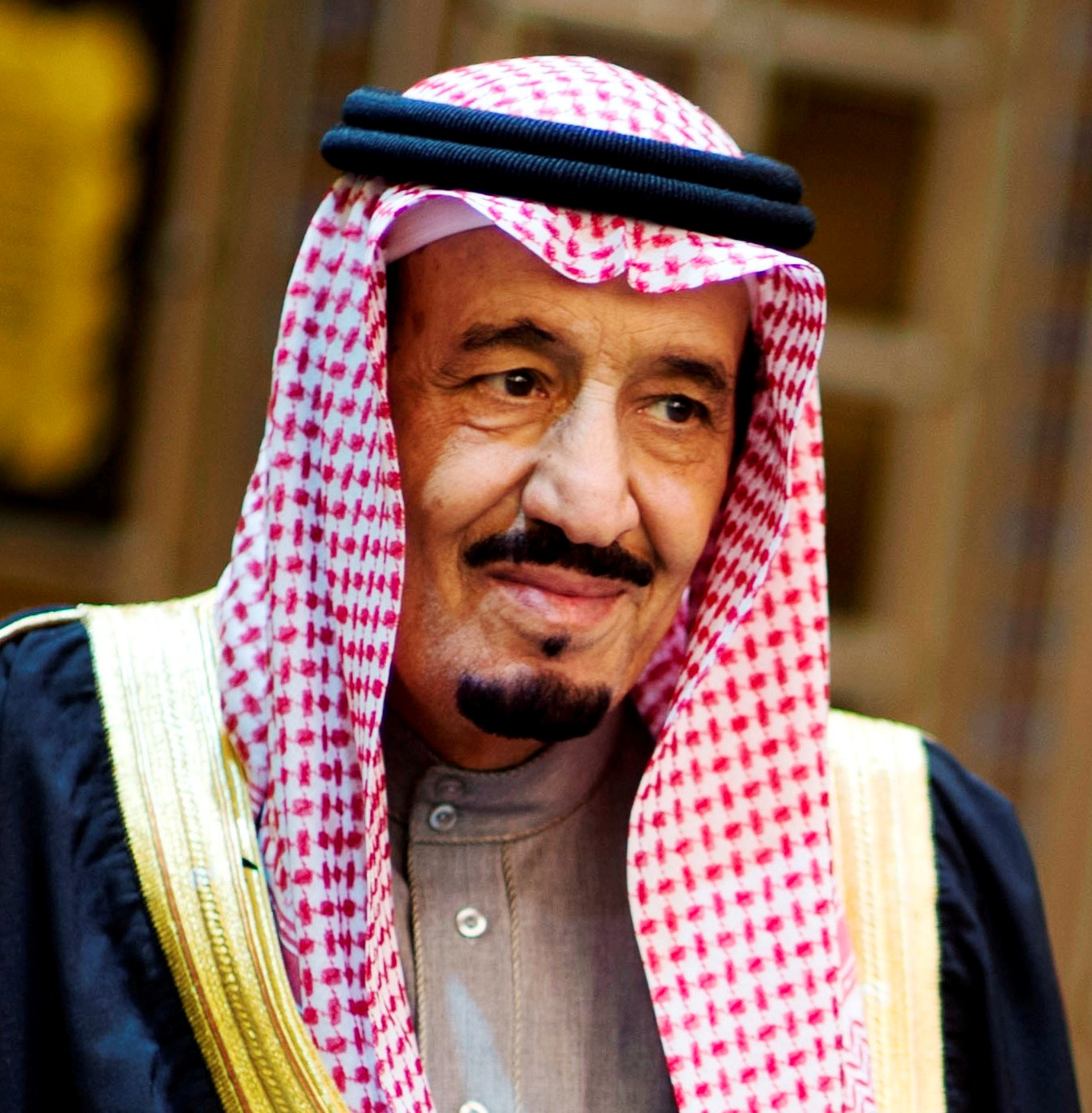
Salman da Arábia Saudita.

Luís XIV da França (1638-1715) teria proclamou "L'état, c'est moi" ("O Estado sou eu!"). Embora muitas vezes criticado por suas extravagâncias, como o Palácio de Versalhes, reinou sobre a França por um longo período, e alguns historiadores consideram-no um monarca absoluto de sucesso. Mais recentemente, os historiadores revisionistas têm questionado se o reinado Luís deve ser considerado "absoluto", dada a realidade do equilíbrio de poder entre o monarca e da nobreza.
Esse tipo de governo foi muito comum na Europa ocidental entre o século XVII e meados do século XIX. Entre a segunda metade do século XVI e o início do século XVII, na maioria das nações europeias o absolutismo foi fortalecido pelo desenvolvimento da teoria do "direito divino dos reis".
Em Portugal, enquanto reino, apesar da crescente concentração do poder nas mãos dos reis até ao aparecimento da monarquia constitucional, há divergências entre autores se realmente houve um Absolutismo português. Alguns consideram que a Revolução de Avis no século XIV deu início à Monarquia Absoluta, a qual verdadeiramente se consolidou no século XV.
A Inglaterra foi uma monarquia absoluta a partir de Henrique VIII até à Revolução Gloriosa (1688). Na Ásia, tem-se como exemplo de monarquia absolutista o antigo Império Otomano e o Império Japonês.
Algumas formas de monarquias absolutistas ainda sobrevivem nos dias de hoje, nomeadamente no mundo árabe.

## Ver também

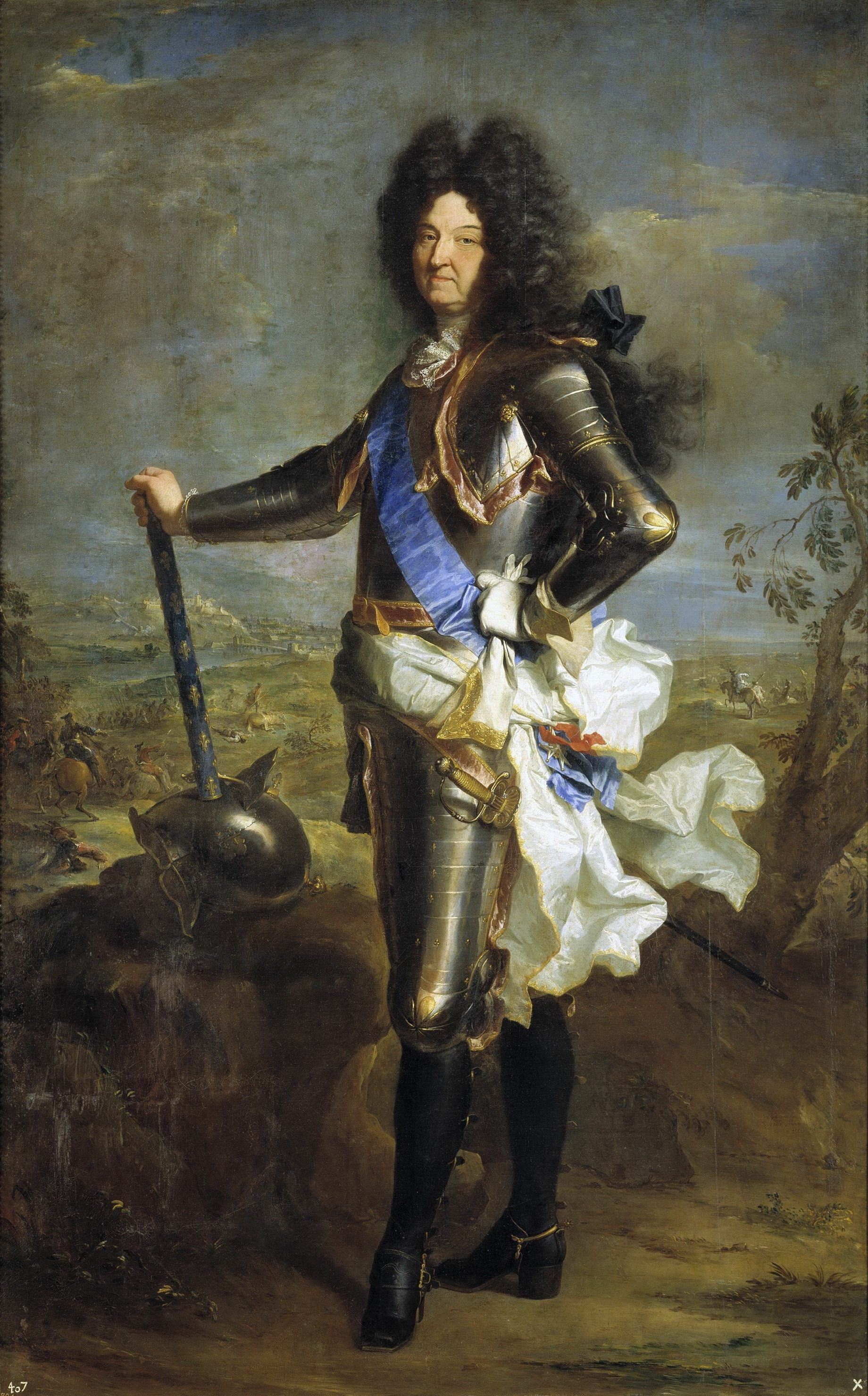
Luís XIV, um exemplo de monarca absolutista, teve o reinado mais longo da história da Europa.

## Monarquias absolutas na atualidade
| Reino                        | Monarca                                 | Início                | Duração                     | Sucessão              | Ref |
| ---------------------------- | --------------------------------------- | --------------------- | --------------------------- | --------------------- | --- |
| Brunei Darussalam            | S.M. Sultão Hassanal Bolkiah            | 5 de outubro de 1967  | 57 anos, 7 meses e 8 dias   | Hereditário           |     |
| Sultanato de Omã             | SM Sultão Haitham bin Tariq Al Said     | 11 de janeiro de 2020 | 5 anos, 4 meses e 2 dias    | Hereditário           |     |
| Estado do Catar              | SA Emir Tamim bin Hamad                 | 25 de junho de 2013   | 11 anos, 10 meses e 18 dias | Hereditário           |     |
| Reino da Arábia Saudita      | SM Rei Salman bin Abdul‘aziz            | 23 de janeiro de 2015 | 10 anos, 3 meses e 20 dias  | Hereditário e eletivo |     |
| Reino do Essuatíni           | SM Rei Mswati III                       | 25 de abril de 1986   | 39 anos e 18 dias           | Hereditário e eletivo |     |
| Estado da Cidade do Vaticano | SS Papa Leão XIV                        | 08 de maio de 2025    | 5 dias                      | Conclave              |     |
| Emirados Árabes Unidos       | SA Presidente Maomé bin Zayed Al Nahyan | 14 de maio de 2022    | 2 anos, 11 meses e 29 dias  | Hereditário e eletivo |     |